# Аджмал, Саид
Саид Аджмал (урду  سعید اجمل‎, англ. Saeed Ajmal; род. 14 октября 1977 года, Фейсалабад, Пакистан) — пакистанский крикетист, боулер национальной сборной по крикету.

## Биография
В 1995 году стал игроком Фейсалабадской крикетной команды. В 2006 году состоялся его дебют в национальной сборной по крикету против команды Шри-Ланки. 23 марта 2015 года был награждён третьей по значимости гражданской наградой Пакистана — Ситара-е-Имтиаз. В настоящее время проживание в британском городе Вустере, играет за местную команду по крикету.